# Artikelsök
Artikelsök (varumärket ArtikelSök) är en referensdatabas för svenska tidnings- och tidskriftsartiklar som finns på många svenska (och en handfull utländska) bibliotek. Abonnemang på tjänsten tillhandahålls av BTJ och Artikelsök nås utanför biblioteken via BTJ:s webbplats.

## Beskrivning
Artikelsök är en referensdatabas, vilket innebär att den primärt innehåller beskrivningar och hänvisningar. Databasen fungerar som en bibliotekskatalog för artiklar.
Varje post i Artikelsök beskriver en artikel (eller recension) i en tidning eller tidskrift. Beskrivningen innehåller uppgifter om var artikeln är publicerad (vilken tidning/tidskrift, vilket år, nummer o.s.v.), uppgifter om artikelns rubrik och upphovsman, klassifikation enligt SAB:s klassifikationssystem, beskrivande ämnesord, och vid behov en redaktionell kommentar och namn på viktiga personer som nämns i artikeln.
Beskrivningen liknar bibliotekens kataloger och är organiserad enligt MARC-standarden.

## Historia
BTJ (tidigare Bibliotekstjänst) har kontinuerligt indexerat svenska tidnings- och tidskriftsartiklar sedan 1952. 
1952-1999 gavs arbetet ut i pappersform, 1952-60 som Svensk tidskriftsindex, 1961-1999 som Svenska tidskriftsartiklar. (Tidningsartiklar indexerades 1953-1960 som Svensk tidningsindex, 1961-1999 som Svenska tidningsartiklar.)  
1984 introducerades Artikelsök, som är en databasversion av arbetet. Denna består av poster från 1979 och framåt. Databasen innehåller 2011 ca 2 000 000 poster. Tillväxten är ca 20 000 poster/år.
Genom åren har också ett flertal varianter förekommit: Skolans artikelservice, Skolurvalet, Recensionsservice.

## Urval
Det är biblioteken som bestämmer vilka tidningar och tidskrifter som ska ingå i Artikelsök. Allteftersom tidskrifter upphör eller ändrar inriktning och nya tidskrifter börjar komma ut ändras urvalet. Totalt ingår ca 1350 tidningar och tidskrifter i Artikelsök. Av dessa är 2 dagstidningar och ca 240 tidskrifter idag aktiva. 

## Samsökning
Bibliotek som använder sig av samsökningstjänster som Serials Solutions Summon eller Ex Libris Primo kan integrera Artikelsök i dessa tjänster. Bibliotek som bygger sina hemsidor med hjälp av tjänsten Axiell Arena kan låta sina användare söka samtidigt i den egna bibliotekskatalogen och Artikelsök för att på så sätt få fram både böcker och artiklar i en sökning.

## Fulltexter
Beskrivningen av artiklarna kopplas där så är möjligt till fulltexter, så att man kan gå till en elektronisk version av artiklarnas text direkt från databasen. Detta har lösts på olika sätt, och av den årliga tillväxten leder 2013 >45 % direkt vidare till fulltexter.
Artiklar i tidningar/tidskrifter som har en hemsida förses med en länk till hemsidan, där ytterligare fulltexter kan hittas. 
Förutom detta har biblioteken ofta tidningarna och tidskrifterna i sina samlingar i pappersformat.

### Fotnoter
1. ↑  BTJ:s webbplats (kräver inloggning)
2. ↑  Libris
3. ↑  ”Artikelsök”. Arkiverad från originalet den 5 september 2011. https://web.archive.org/web/20110905191805/http://corp.btj.se/?id=836. Läst 23 oktober 2011.
4. ↑  Tidnings- och tidskriftsförtecking för Artikelsök[död länk]
5. ↑  Aktuella tidningar och tidskrifter i Artikelsök[död länk]
6. ↑  Källor med fulltextlänkar i Artikelsök april 2015[död länk]